# Arthur Mackmurdo

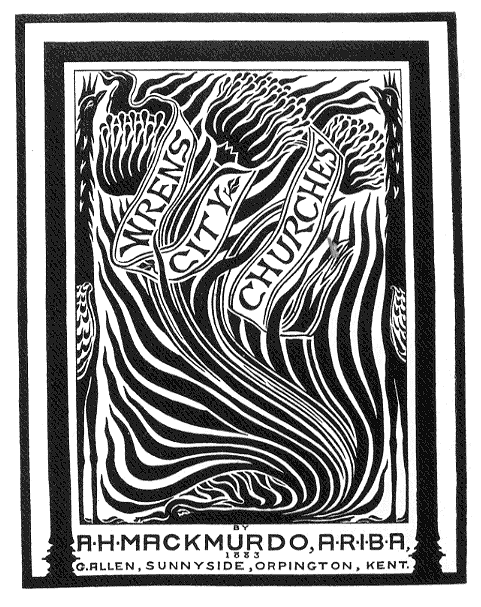
Přebal knihy Arthura Mackmurda, Wren's City Churches, 1883, často citovaný jako průkopnické dílo secese

Arthur Heygate Mackmurdo (12. prosince 1851 – 15. března 1942) byl anglický architekt a designér, který ovlivnil hnutí Arts and Crafts Movement, zejména prostřednictvím uměleckého sdružení Century Guild of Artists, které založil s Herbertem Hornem v roce 1882. Byl průkopníkem stylu Modern Style, a tím i globálního hnutí secese.

## Život
Mackmurdo byl synem bohatého výrobce chemikálií. Navštěvoval školu Felsted school, a jeho prvním učitelem byl architekt T. Chatfield Clarke, od něhož se však prý nenaučil nic. Poté se v roce 1869 stal asistentem novogotického architekta Jamese Brookse. V roce 1873 navštšvoval Školu kreslení Johna Ruskina a v roce 1874 doprovázel Ruskina do Itálie. Zůstal na čas na studijním pobytu ve Florencii; největší dojem tam na něj udělala renesanční architektura.
V roce 1874 si Mackmurdo otevřel vlastní architektonickou praxi na 28 Southampton Street v centru Londýna.

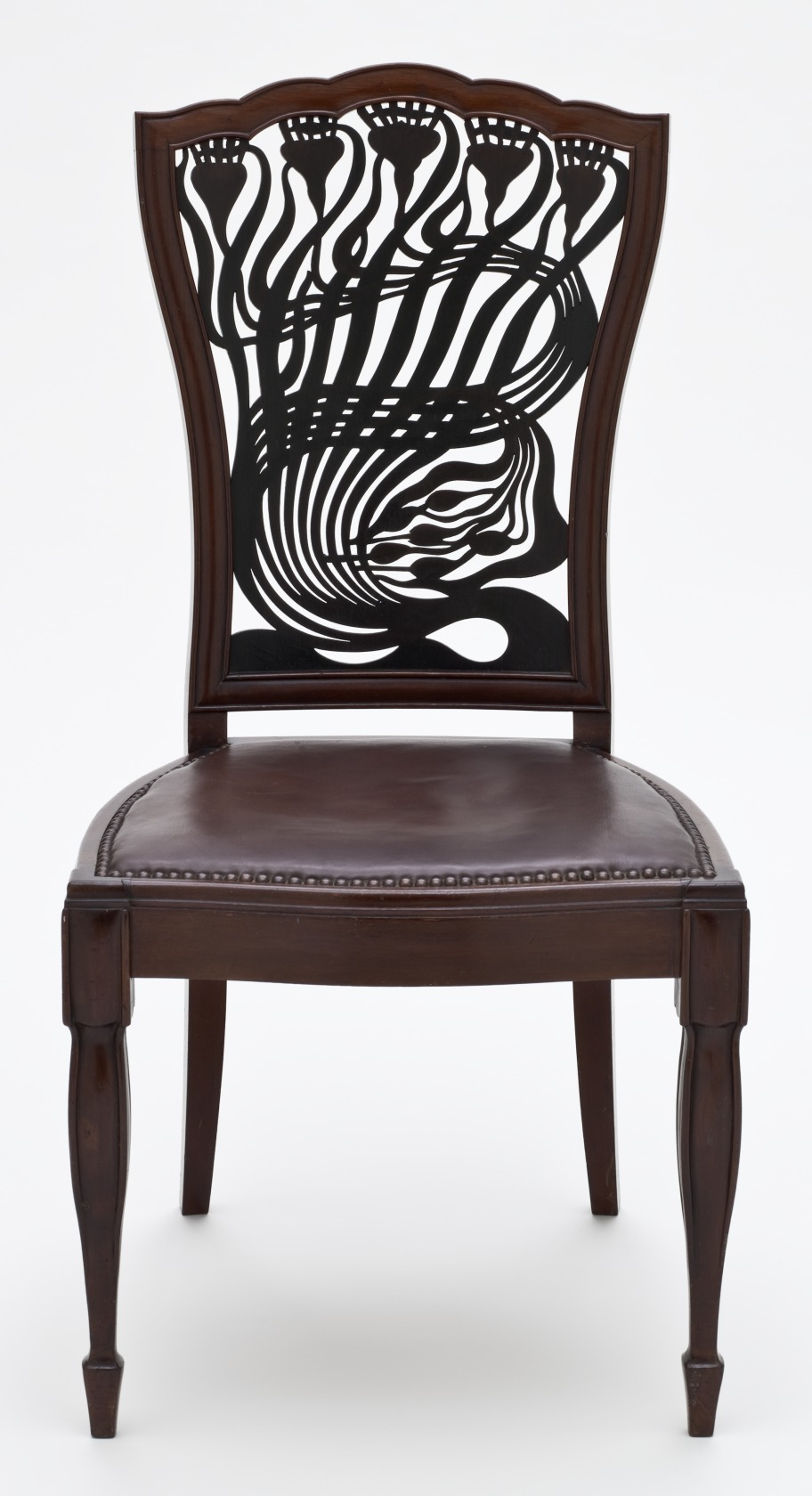
Židle navržená Mackmurdem, jejíž zadní panel je považován za předchůdce secesního designu.

V roce 1882 založil Mackmurdo se svým přítelem a kolegou architektem Herbertem Percy Hornem umělecké sdružení Century Guild of Artists. Dále k němu patřili především Selwyn Image, ale také Clement Heaton, William De Morgan, Heywood Sumner, Christopher Whall, Charles Winstanley, William Kellock Brown, George Esling a chráněnec Johna Ruskina, sochař Benjamin Creswick. Sdružení bylo jedním z nejúspěšnějších uměleckořemeslných cechů své doby. Nabízelo kompletní vybavení domů a budov a jeho členové byli vedeni k účasti na výrobě i designu; sám Mackmurdo se naučil několik řemesel včetně obrábění kovů a truhlářství.
V roce 1884 cech předvedl expozici v podobě hudební místnosti na výstavě Health Exhibition v Londýně; stánek pak byl s obměnami předveden na následujících výstavách v Manchesteru a Liverpoolu. Demonstroval dva Mackmurdovy oblíbené motivy. Prvním bylo listoví zkroucené do pružných křivek. Nikolaus Pevsner popsal Mackmurdovo použití takovéto výzdoby na titulní stránce své knihy Wren 's City Churches (1883) jako „první secesní dílo, které lze vypátrat“ a jako jeho hlavní vlivy identifikoval Rossettiho a Burne-Jonese a jejich prostřednictvím i Williama Blaka.
Druhým motivem bylo použití tenkých hranatých sloupků, zakončených plochými čtverci místo hlavic. Tyto sloupy ovlivnily návrhy nábytku C.F.A. Voyseyho a jeho prostřednictvím Charlese Rennieho Mackintoshe. Mackmurdo je jako architekt použil na svém vlastním domě na 8 Private Road, Enfield (1887) i na domě pro umělce Mortimera Menpese v 25 Cadogan Gardens v Chelsea (1893–94), kde je začlenil do architektury inspirované stylem královny Anny.
Mackmurdo poskytl velký dar Galerii Williama Morrise ve Walthamstow, která je důležitým úložištěm prací Century Guild.

## Seznam budov
- 6 (Halcyon) (1874-6, nyní zbořen) a 8 (Brooklyn) (1883) Private Road, Enfield
- 16 Redington Road, Hampstead (1889)
- 12 Hans Road, Chelsea (1894)
- 25 Cadogan Gardens, Chelsea (1893-1894)
- 109-13, Charterhouse Street (1900)
- Great Ruffins, Great Totham (1904)
- Beacons, Wickham Bishops (1902)
- Beacons Lodge, Wickham Bishops (cca 1920)
- Sandhills Cottage, Formby (1882)
- Village Hall, Great Totham (1929-1930)